# Pintor de Teseu

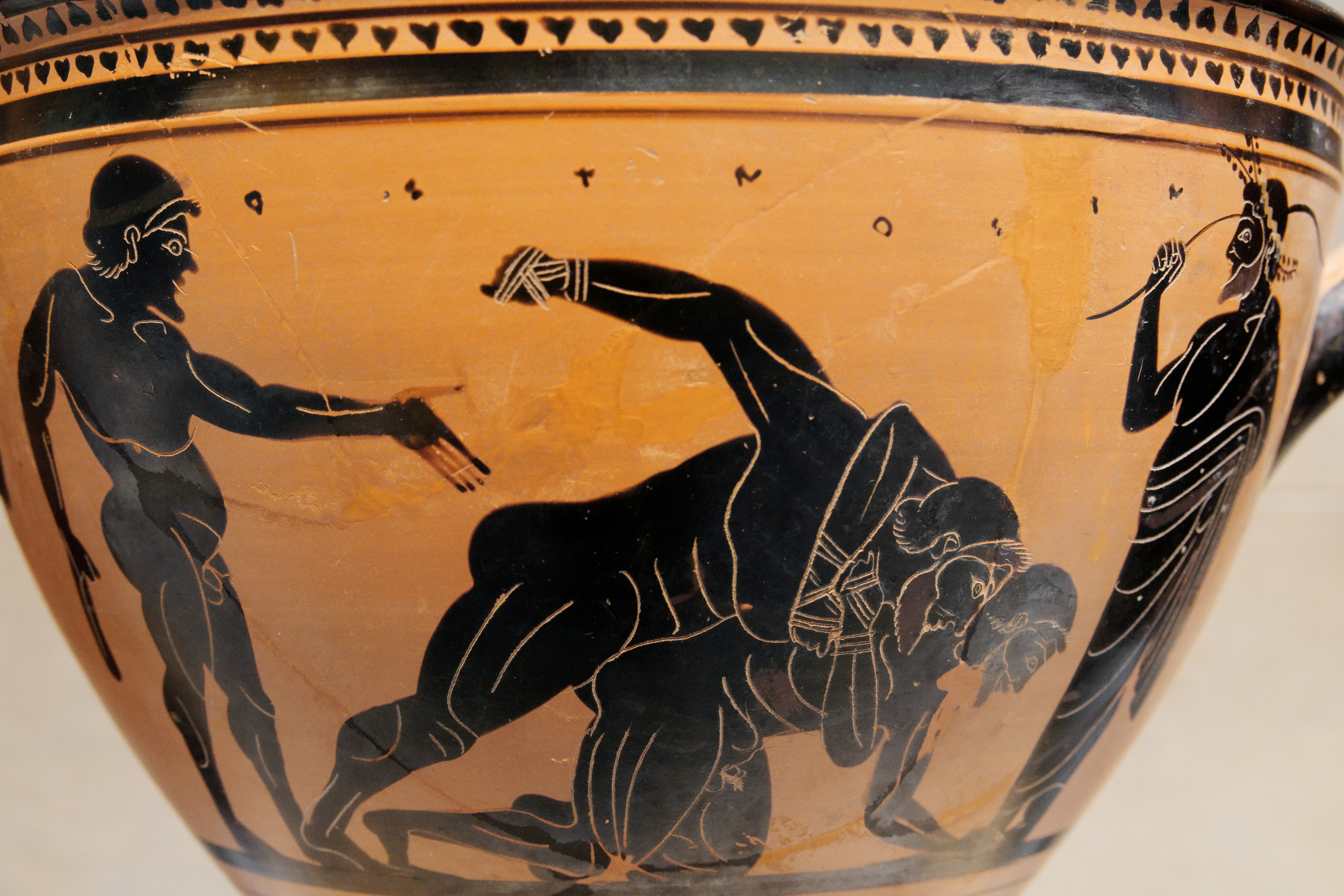
Escif del ae, al Metropolitan Museum of Art

Com a Pintor de Teseu es coneix qui va decorar diversos atuells grecs (lècits, enòcoes, escifs...) de ceràmica de figures negres d'entre el 515 abans de la nostra era i el 475 ae; es va especialitzar en escifs, i el seu nom convencional es deu al fet que va dibuixar diversos episodis de la Teseida, les peregrinacions de Teseu. Potser fos alumne de Panfeos i treballàs al taller del Pintor d'Atena.